# Glasrecycling

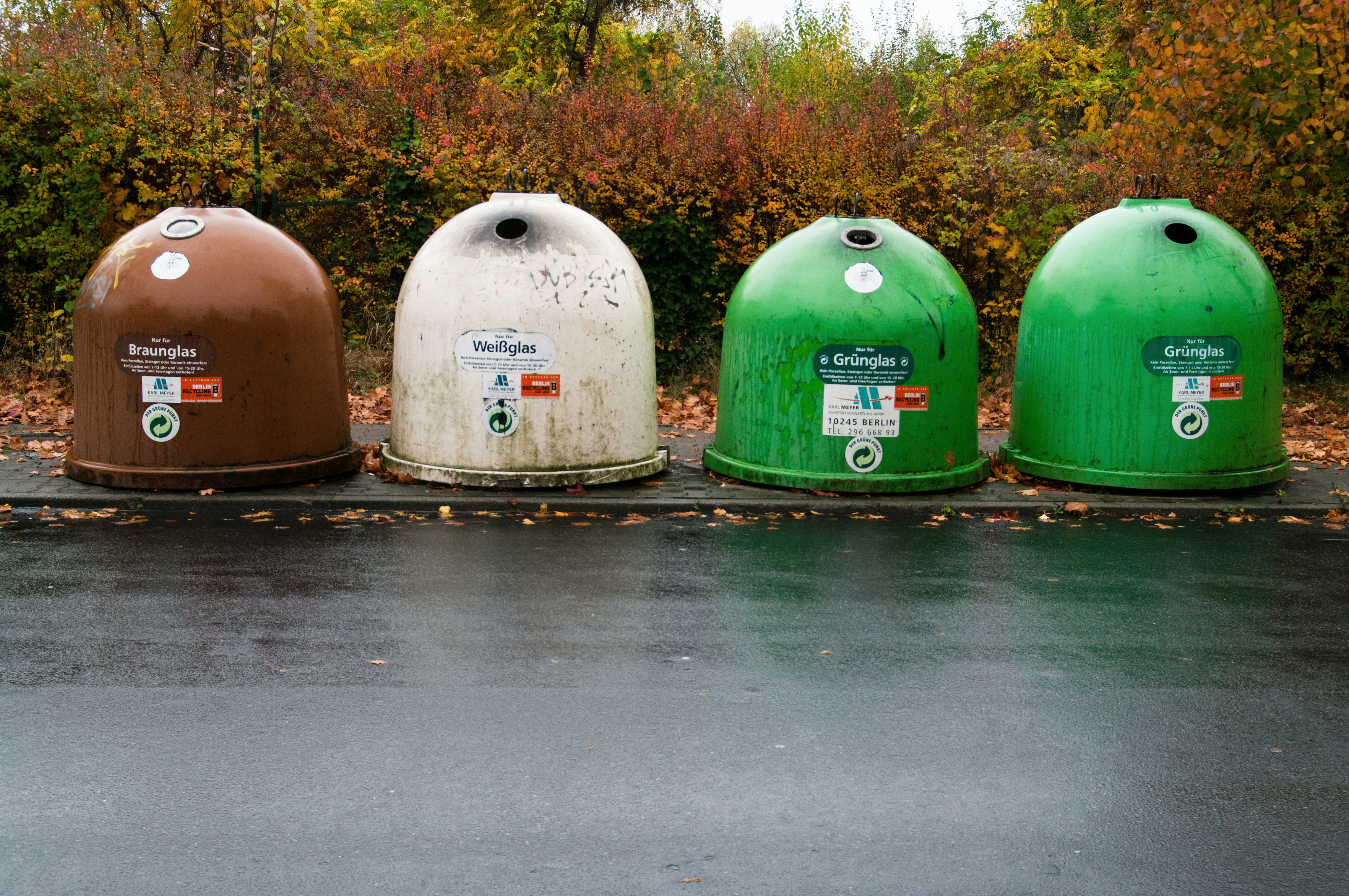
Sammel-Iglus für Altglas in Berlin

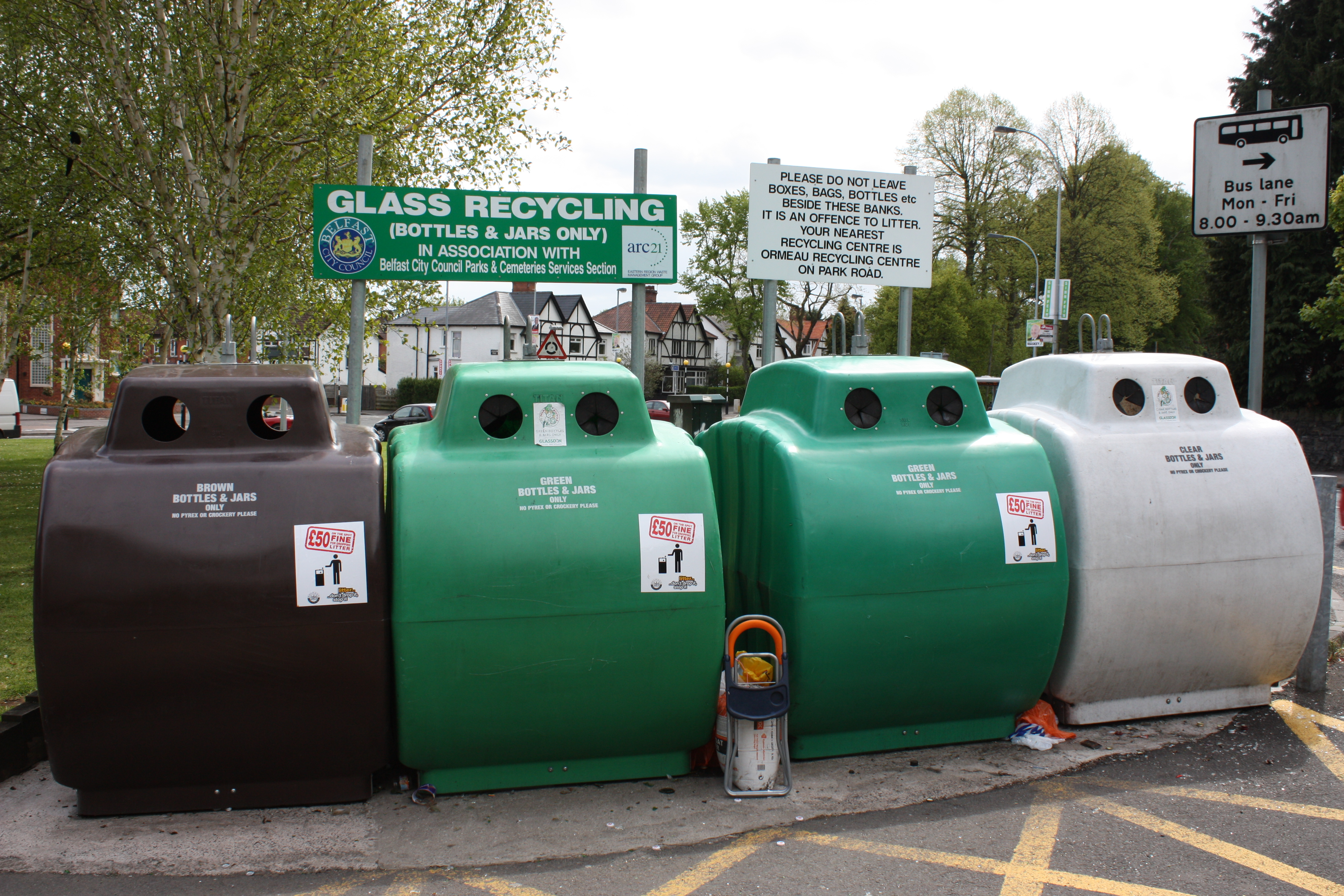
Altglas-Sammelcontainer in Belfast

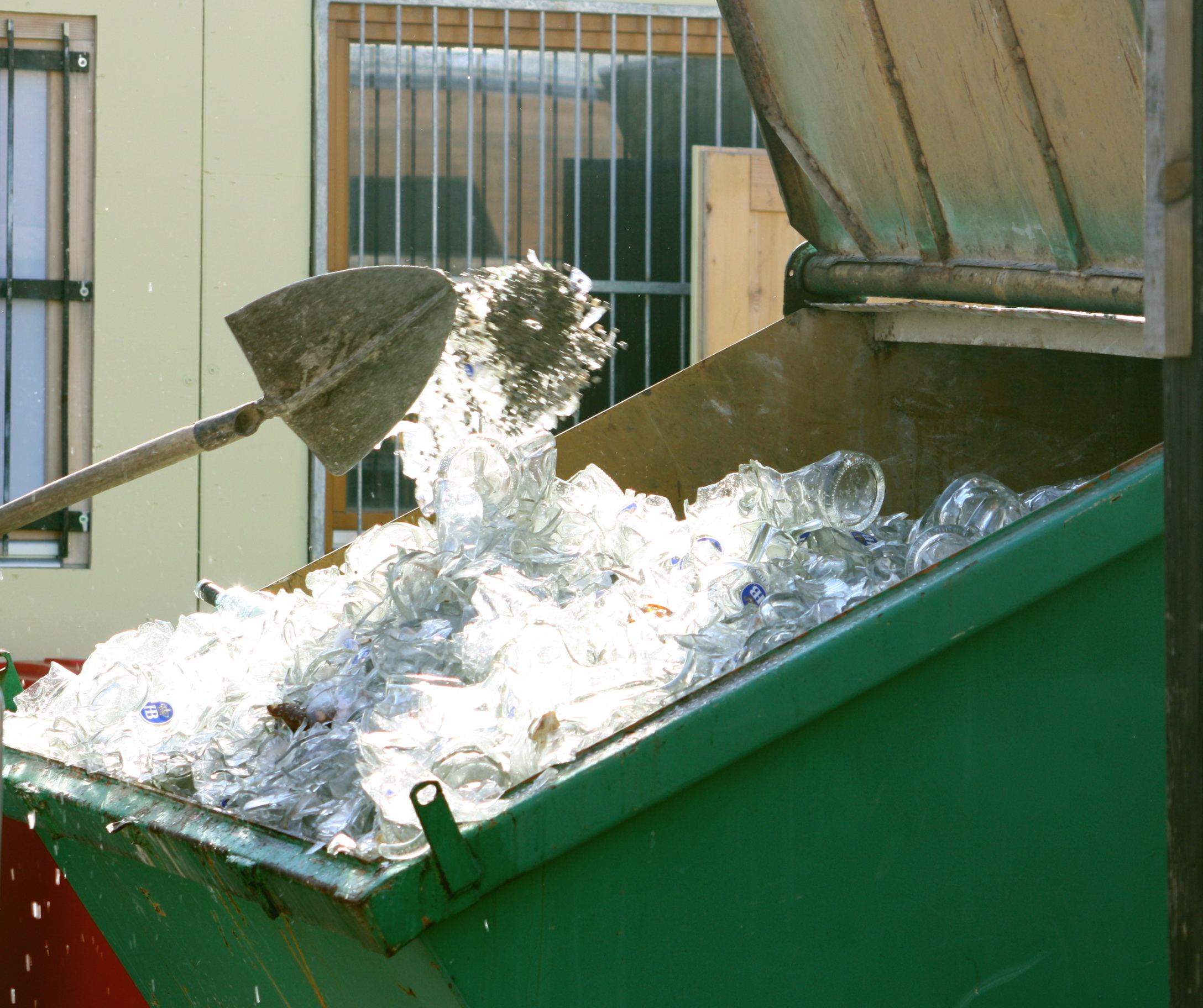
Sammlung zerbrochener Maßkrüge (Oktoberfest) für das Recycling

Als Glasrecycling wird das Sammeln und stoffliche Wiederverwerten von gebrauchtem Glas bezeichnet, wobei das Altglas aufbereitet und in Glasschmelzwannen eingeschmolzen wird. Die Reinigung und Wiederbefüllung von Verpackungsgläsern ist demgegenüber ein Verfahren der Wiederverwendung und kein Recycling im Sinne der EU-Abfallrahmenrichtlinie.
Aufgrund chemischer Unterschiede werden Hohlglas und Flachglas getrennt recycelt. Während sich die Recyclingquoten für Behälterglas – zumindest in Europa und Japan – auf hohem Niveau bewegen, werden Flachglasprodukte kaum systematisch erfasst und selten in qualitativ gleichwertigen Anwendungen wiederverwertet. Die weltweiten Recyclingraten für Behälterglas liegen etwa dreimal so hoch wie die für Flachglas.

## Geschichte

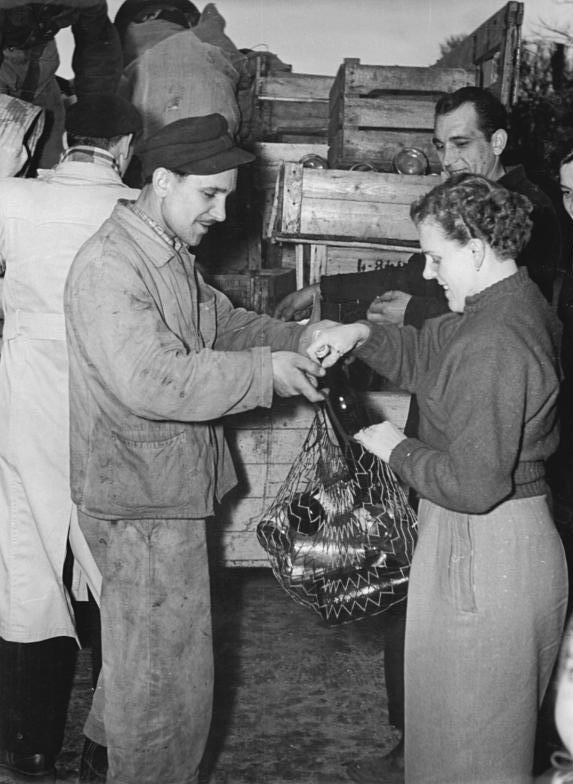
Wöchentliche Altstoff-Sammelaktion des VEB Altstoffhandel, Neustrelitz, 1955

Archäologische Funde und historische Quellen belegen, dass Glasbruch bereits seit der Antike bei der Glasherstellung benutzt wird. Zur Zeit des Römischen Reiches importierten die Glaswerkstätten im Westen Rohglas aus der Primärglasproduktion im Nahen Osten, um es in kleinen Öfen wieder einzuschmelzen und zu verarbeiten. Mit dem Zusatz von Scherben aus zerbrochenen Gefäßen oder aus Abfällen des Herstellungsprozesses ließen sich Rohstoffe und Energie sparen, denn Glasbruch verringerte die Schmelztemperatur und erleichterte die Fusion der Grundkomponenten bzw. der Rohglasbrocken. Glasrecycling dürfte vor allem in der Spätantike Bedeutung erlangt haben, als die Versorgung mit Rohglas aus politischen und wirtschaftlichen Gründen schwieriger und damit teurer wurde. Funde von Glassteinchen aus römischen Wandmosaiken in skandinavischen Glasperlenwerkstätten der Wikingerzeit zeigen, dass Altglas ein wertvolles Handelsgut war, das über weite Strecken transportiert wurde.
Glasrecycling gilt als die Urform moderner Kreislaufwirtschaft. Die Pioniere im großflächigen, industriellen Glasrecycling waren die DDR (1960er), die BRD, Österreich, die Niederlande und die Schweiz (1970er). In den 1980er-Jahren folgten England und Skandinavien. Noch Mitte der Siebzigerjahre spielte das Altglasrecycling in Westdeutschland nur eine untergeordnete Rolle: Die Altglasverwertung belief sich auf lediglich rund 200.000 Tonnen pro Jahr, was weniger als 10 % des Inlandsabsatzes von Behälterglas ausmachte. Nach der Einführung flächendeckender Sammelsysteme im Jahr 1974 stieg die Recyclingquote kontinuierlich an und lag 2004 bei über 91 %. In Österreich wird Altglas seit 1977 flächendeckend gesammelt. Seitdem wurden dort bis 2022 knapp 8 Millionen Tonnen Altglas stofflich recycelt, das sind etwa 5 Milliarden Glasverpackungen.
Dank Glasrecycling und moderner Technologien sank der Energieeinsatz bei der Glasherstellung in Deutschland von 1970 bis 2001 um 77 %, allein die Nutzung von Altglas sorgte dabei für eine Reduktion um 20 %.

## Altglassammlung und -aufbereitung

### Behälterglassammlung

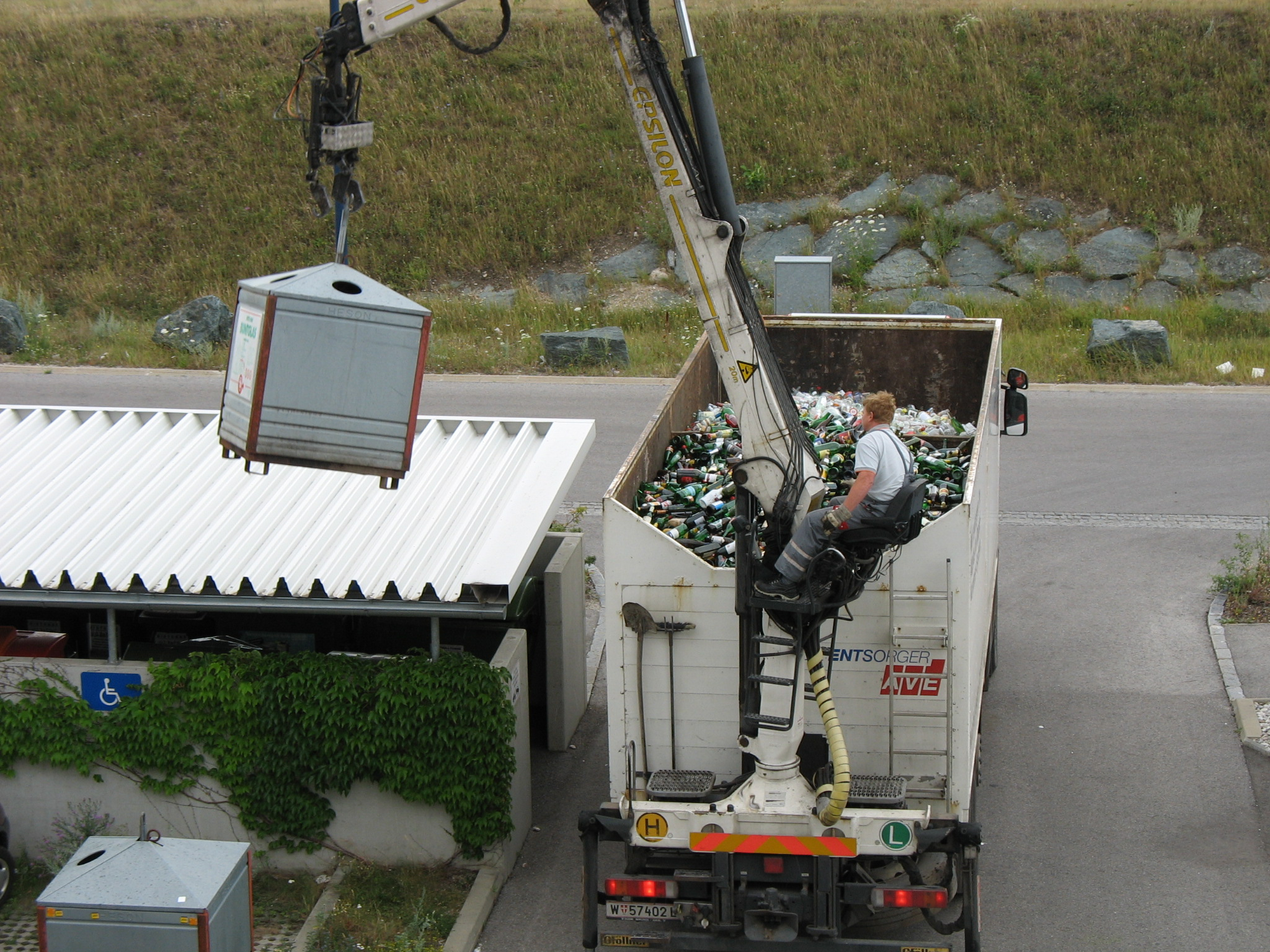
Entleerung eines Altglascontainers in Wien

Die Sammlung von gebrauchtem Behälterglas erfolgt im Allgemeinen in öffentlichen Glascontainern, wobei nach Farben getrennt wird. In vielen Ländern, darunter Deutschland, wird hierbei zwischen Weiß-, Grün- und Braunglas unterschieden. Sonderfärbungen wie etwa Blau- oder Rotglas sollten mit dem Grünglas erfasst werden, denn dieses verträgt am ehesten Fehlfarben. In anderen Ländern wie Österreich und Schweden werden bei der Sammlung lediglich ungefärbte Glasverpackungen (Weißglas) und gefärbte Glasverpackungen (Buntglas) unterschieden. Die Farbtrennung ist wichtig für den Recyclingprozess, denn farbige Scherben führen im farblosen Glas zu ungewollten Farbstichen. Umgekehrt bewirkt die Zugabe von Weißglas zu einer Schmelze aus farbigem Glas Glasfehler und reduziert die für empfindliche Füllgüter (wie Milch, Arzneimittel und Bier) notwendige Lichtschutzfunktion. Mittlerweile können mit optoelektronischen Detektoren ausgerüstete Sortiermaschinen auch farblich gemischte Scherben separieren; die Getrenntsammlung der verschiedenfarbigen Glassorten reduziert jedoch den Sortier- und den damit verbundenen Energieaufwand erheblich und verbessert das Sortierergebnis.

### Erfassung von Flachglasabfällen
Flachglasabfälle fallen infolge der vielfältigen Anwendungen in sehr unterschiedlichen Sektoren an. Große Mengen stammen aus der Bauwirtschaft (Gebäudesanierungen und -abrisse), kleinere aus dem Fahrzeugbereich (Altfahrzeuge, beschädigte Windschutzscheiben) und zunehmend auch aus der Solarsparte (Photovoltaik- und Solarthermie-Module). Mit Abstand die größten Scherbenmengen entstehen jedoch bereits bei der Produktion (75–80 %) und der Weiterverarbeitung (20–25 %), z. B. in Form von Randabschnitten. Gebrauchtes Glas macht nur maximal 5 % der Flachglasabfälle aus.
Im Post-Consumer-Bereich machen aufwendige Demontageverfahren und ein erhöhter logistischer Aufwand, z. B. durch Aufstellen und Transport separater Mulden auf Baustellen, das Flachglasrecycling in vielen Fällen unattraktiv. Auch aufgrund des in der Regel eher geringeren Anteils an Gläsern im Vergleich zu anderen Materialien mit höheren Marktpreisen lohnt sich eine Getrenntsammlung häufig nicht. Beim Rückbaumaßnahmen werden die Glaselemente in der Regel durch die Abrisstätigkeiten zerstört und als Bestandteil des gemischten Bauschuttes auf Deponien abgelagert oder als Verfüllmaterial eingesetzt. Sofern Glaskomponenten überhaupt separat von anderen Materialien erfasst werden, werden sie nicht sortenrein gesammelt; es handelt sich vielmehr um einen sogenannten Isomix, also eine Mischung unterschiedlicher Flachglasabfälle.

### Aufbereitungsprozess

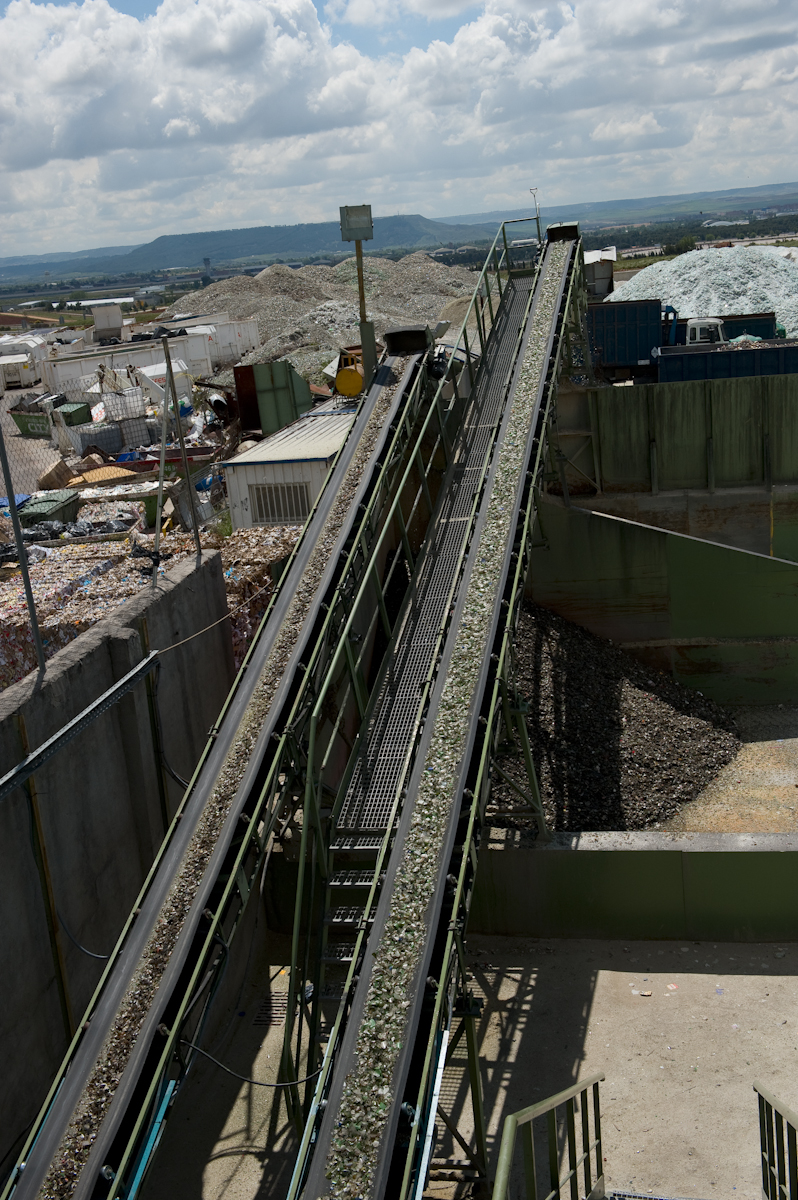
Optische Farberkennung und Klassierung (links braun, rechts grün)

Bevor gebrauchte Glasprodukte eingeschmolzen und als Rohstoff für die Fertigung neuer eingesetzt werden können, muss der Glasabfall von Fremdstoffen, falschen Glasarten und Glasstücken der falschen Farbe befreit werden. Dies erfolgt in Glasaufbereitungsanlagen größtenteils maschinell in mehreren Aufbereitungsschritten:
- (Manuelle) Vorsortierung zur Erfassung größerer Störstoffe
- Abtrennung eisenhaltiger Stoffe mittels Magnetscheidern (Überbandmagneten)
- Abtrennung von Nichteisenmetallen mittels Wirbelstromscheidern
- Zerkleinerung auf < 60 mm im Brecher
- Sieben auf Lochsiebrinnen zum Klassieren in Fraktionen unterschiedlicher Scherbengröße
- Trocknung der Scherben zum Ablösen von Etikettenresten und zur Effektivitätssteigerung nachfolgender Trennprozesse
- Windsichten zur Abtrennung von Fremdstoffen, die leichter als Glas sind (Etiketten, Kunststoffverschlüsse etc.)
- Sensorgestützte Sortierung, Austrag mittels Druckluftdüsen
  - Erkennung lichtundurchlässiger Materialien (z. B. Keramik, Steine, Porzellan, Kunststoffreste) mit optoelektronischen Verfahren
  - Abtrennung von Glaskeramik und Bleiglas mithilfe UV-Spektroskopie oder Röntgenfluoreszenzanalyse
  - Farbtrennung mittels optischer Verfahren, insbesondere NIR-Spektroskopie
- abschließende Qualitätskontrolle

Je nach Zusammensetzung des Eingangsmaterials und Qualitätsanforderungen an das aufbereitete Glas variieren Reihenfolge und Anordnung der einzelnen Prozessschritte von Betrieb zu Betrieb. Einige Trennoperationen können mehrfach ausgeführt werden, andere komplett entfallen. Die Trennung laminierter Verbundglaskomponenten erfordert beispielsweise einen anderen Prozess als die Aufbereitung von Isolierglasfenstern, die von Randverbunden aus Metall und anhaftenden Dichtungsmaterialien befreit werden müssen.
Bei der sensorgestützten Sortierung gelten in der Regel Scherben > 8 mm als sortierfähig, spezielle Aggregate erlauben eine Sortierung ab 3 mm. Auch Sonderfarben können mit modernen Sortiertechnologien erkannt und getrennt werden.

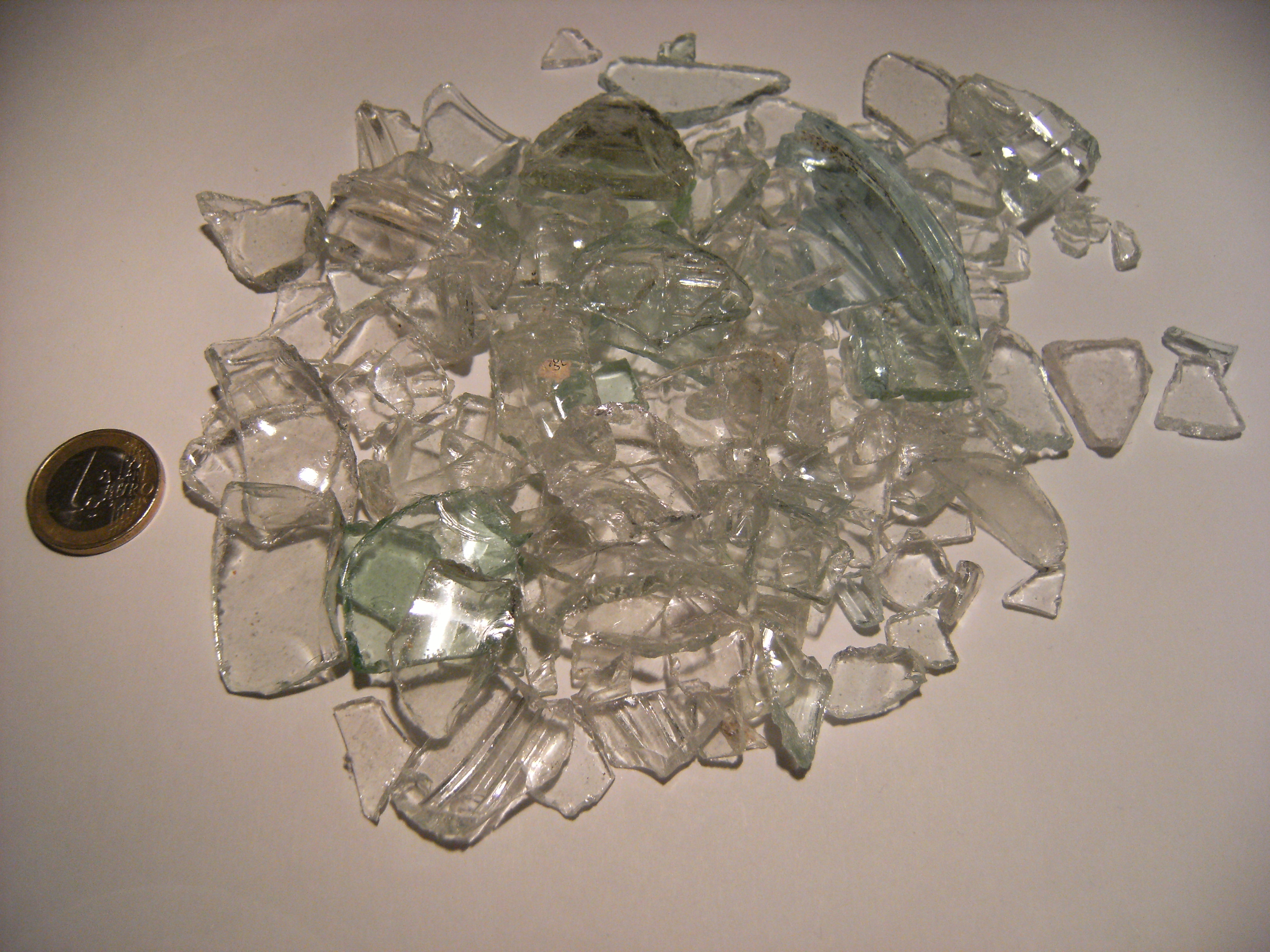
Aufbereitetes Weißglas
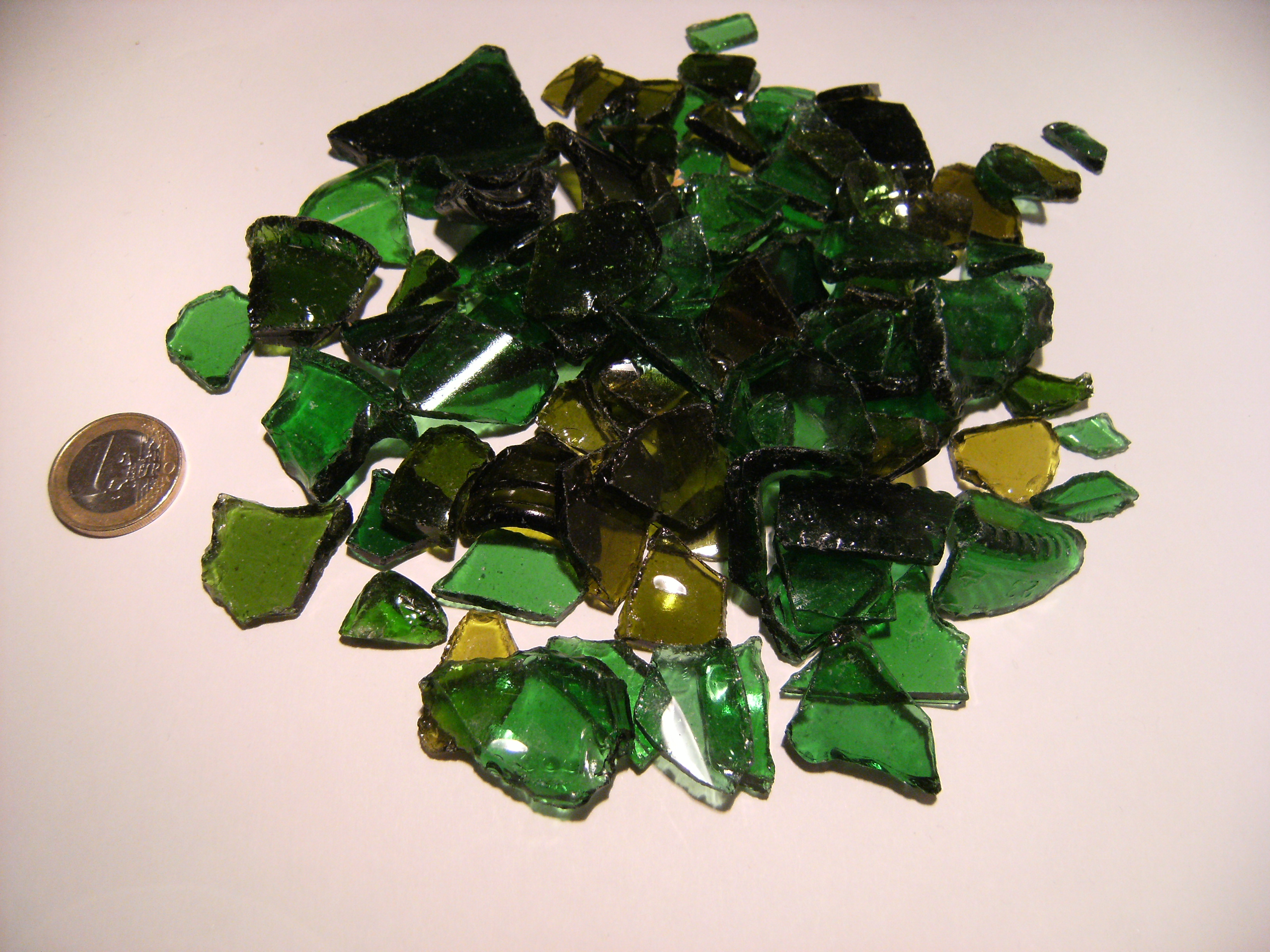
Aufbereitetes Grünglas
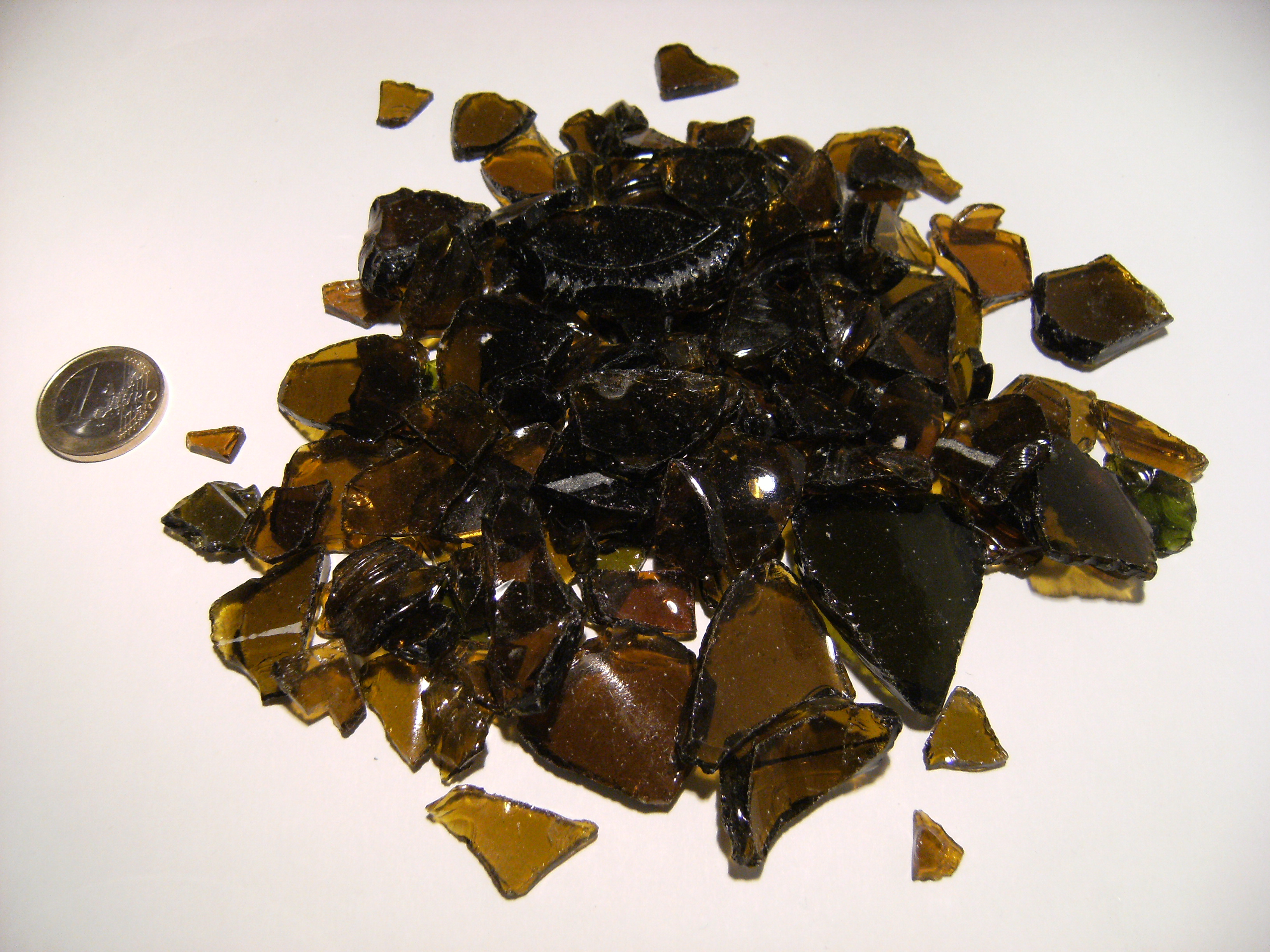
Aufbereitetes Braunglas
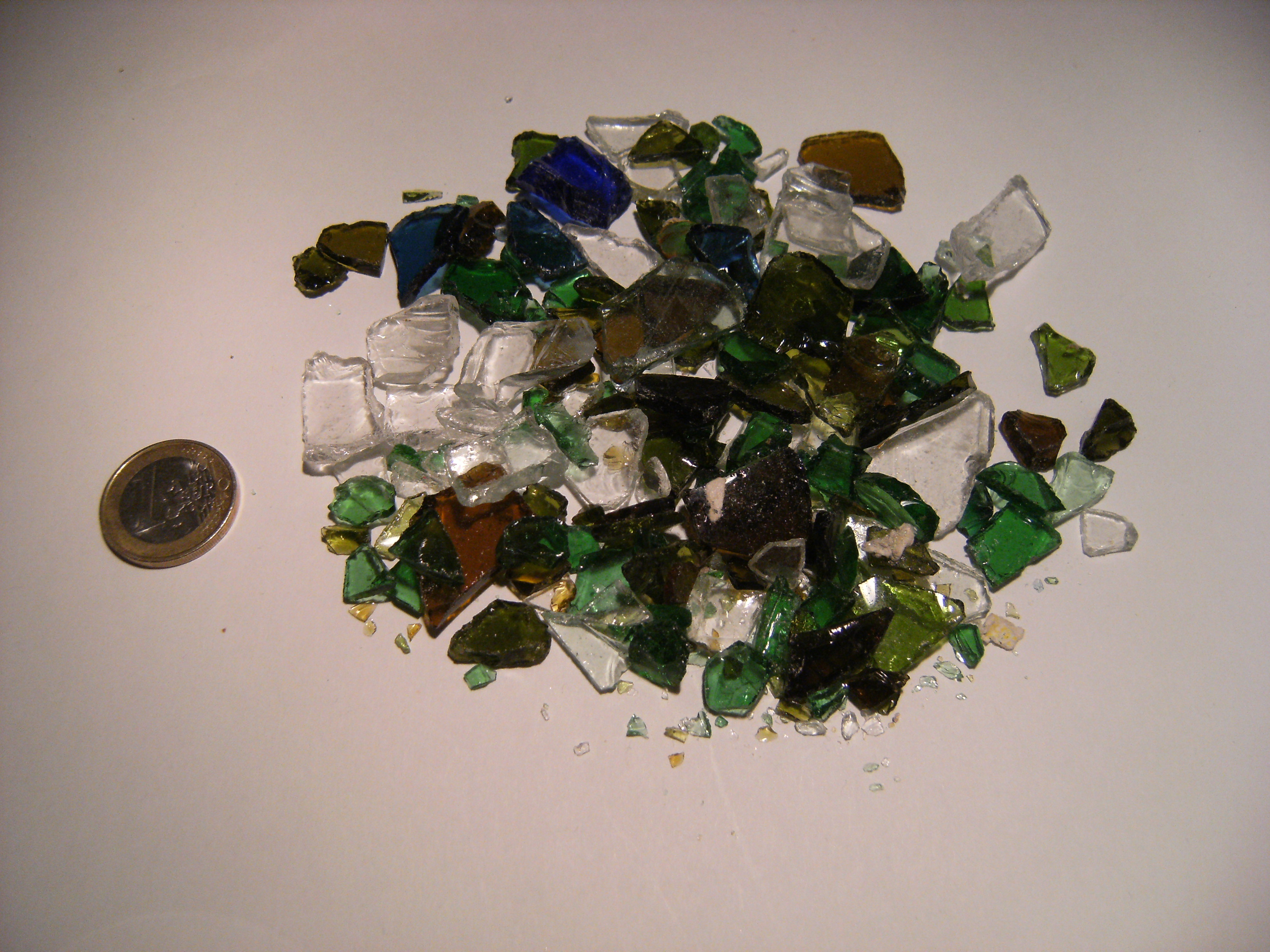
Aufbereitetes Buntglas

### Qualitätsanforderungen
Die Einsatzquote von Altglasscherben hängt maßgeblich davon ab, wie gut die Anforderungen an die Scherbenqualität eingehalten werden. Die höchsten Qualitätsansprüche werden an die Rohstoffe zur Produktion von Float- und Spezialgläsern sowie Textilglasfasern gestellt. Einheitliche Standards zur Definition der Scherbenqualität existieren hier jedoch nicht, in der Regel vereinbaren Glashütten individuelle Spezifikationen mit ihren Scherbenlieferanten. Um die Standardisierung im Hohlglasrecycling und der Weiterverarbeitung voranzubringen, hat der bvse-Fachverband Glasrecycling gemeinsam mit dem Arbeitskreis Glas des BDE und der Glasindustrie im Jahr 2013 Anforderungen an die Hersteller von Scherben, deren Transport und ihre Weiterverarbeitung in der Glasindustrie formuliert. In einer Reihe Technischer Leitlinien werden u. a. Qualitätsanforderungen sowohl an die Altglas-Sammelware als auch an den aufbereiteten Sekundärrohstoff definiert.

#### Verunreinigungen
Keramik, Steine und Porzellan („KSP-Fraktion“) und Glaskeramik bereiten bei der Glasaufbereitung Probleme, da sie nicht aufgeschmolzen werden bzw. sich nur unzureichend in der Glasschmelze lösen. Sie verursachen Glasfehler, die nicht nur zu optischen Beeinträchtigungen, sondern durch lokale Spannungsüberhöhung schon bei der Fertigung oder dem Befüllen zum Bruch der neuen Glasverpackungen führen können. Auch metallische Verunreinigungen wie Verschlüsse oder Weinflaschenbanderolen bewirken Defekte im Glas und können zudem schwere Schäden an der Schmelzwanne verursachen und so die Lebensdauer des Schmelzofens verkürzen. Daher sind für diese Verunreinigungen strenge Grenzwerte einzuhalten: Eine Tonne aufbereitetes Altglas, das als Behälterglas eingesetzt werden soll, darf maximal 20 g der KSP-Fraktion, 5 g Metalle und 15 g Glaskeramik enthalten. Zudem sind Grenzwerte für organische Bestandteile wie Lebensmittelreste, Kunststoffe und Papieretiketten (max. 300 g/t) und für die Feuchte (max. 2 %) festgelegt.
Hitzebeständiges Borosilikatglas, das als Laborglas, in Backofentüren, Mikrowellenherden, Glaskannen von Kaffeemaschinen sowie Kochgeschirrdeckeln verwendet wird, schmilzt bei der Aufbereitung von Behälterglas wegen seiner höheren Schmelztemperatur nicht vollständig auf und führt infolge der erhöhten Viskosität zu Problemen in der Anlage. Gleiches gilt für Quarzglas, aus dem u. a. Lampenkolben, Lichtleitkabel und spezielle Reflektoren bestehen.
Viele optische Gläser haben einen erhöhten Brechungsindex, bleihaltiges Flintglas („Bleikristall“) ist außerdem aufgrund seines hohen Bleigehalts unerwünscht. Nach der EU-Verpackungsrichtlinie und § 5 Verpackungsgesetz dürfen Behältnisse mit einem Schwermetallgehalt über 100 ppm (Gesamtkonzentration an Pb, Cd, Cr(VI), Hg) nicht in Verkehr gebracht werden. Für Behälterglas mit Rezyklatanteilen existieren jedoch vielerorts Ausnahmeregelungen. Sowohl in der EU als auch in einer Reihe von US-Bundesstaaten gilt statt eines verbindlichen Grenzwerts eine Obergrenze von 200 ppm als Richtwert.

#### Fehlfarben
| Fehlfarbe                                 | Weiß     | Grün    | Braun   | Bunt    |
| ----------------------------------------- | -------- | ------- | ------- | ------- |
| Weiß (%) inkl. Lichtgrün & Halbweiß       |          |         |         |         |
| Grün (%) inkl. red. Grün λDom. 568–575 nm | max. 0,2 | min. 75 | max. 10 | min. 80 |
| Braun (%) inkl. aller Brauntöne           | max. 0,3 | max. 10 | min. 80 | min. 80 |
| Bunt (%)                                  | max. 0,2 |         |         |         |

Je nach Farbfraktion werden im aufbereiteten Altglas unterschiedliche Anteile an andersfarbigen Scherben toleriert. Ein zu großer Fehlfarbengehalt kann dazu führen, dass die komplette Schmelze unbrauchbar wird. Weißglas enthält vor der Aufbereitung erfahrungsgemäß etwa 7 % Buntglas. Die bvse-Leitlinie „Qualitätsanforderungen an Glasscherben zum Einsatz in der Behälterglasindustrie“ gibt nebenstehende Grenzwerte für Fehlfarbenanteile vor; die Angaben beziehen sich auf Mittelwerte aus 250 t oder im Monat. Zusätzlich existieren für Grünglas als Fehlfarbe Ablehnungsgrenzen für einzelne Ladungen; demnach dürfen Weißglas-Chargen nicht mehr als 0,4 % Grünglas, Braunglas-Chargen maximal 15 % Grünglas enthalten.
Da die Größe der Scherben das Ergebnis der Farbmessung beeinflusst (Bruchkanten lassen das Material heller erscheinen), ist für die Qualitätskontrolle das Kornband zur Farbbestimmung festgelegt (> 8 mm-Quadratmasche).

### Altglaseinsatz in der Neuproduktion

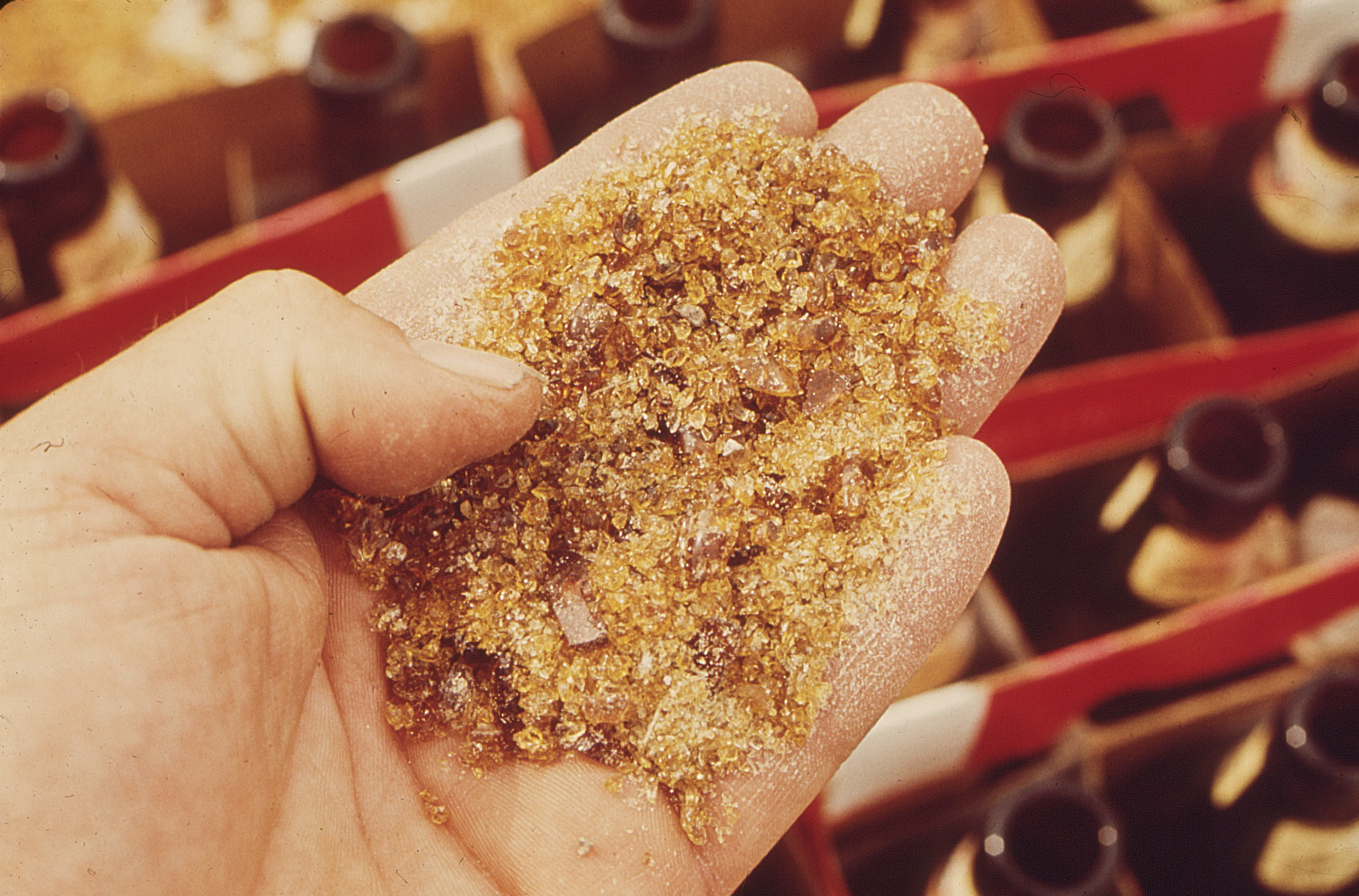
Feingemahlenes Braunglas, einsatzfertig zur Flaschenproduktion

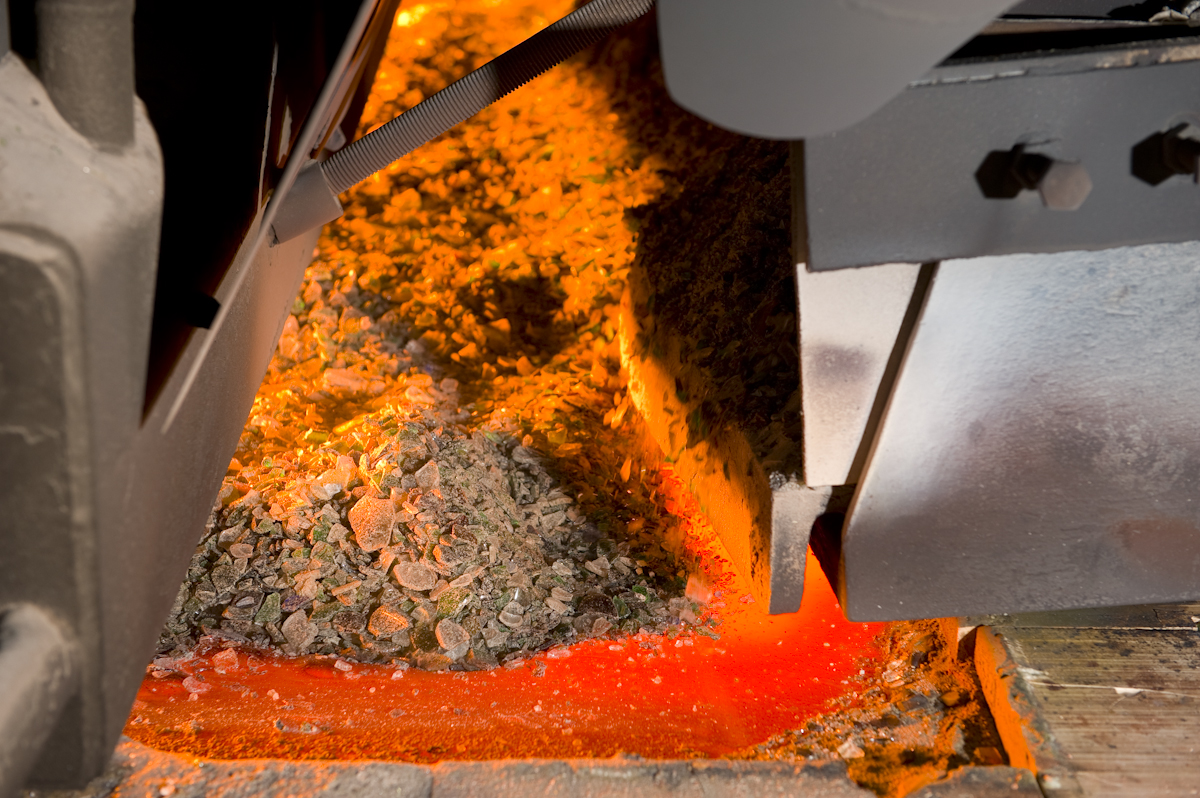
Altglas im Schmelzofen

Der Einsatz von Altglasscherben wird durch die Anforderungen an deren Reinheit und Qualität limitiert. Für die Rückführung in die Flachglasproduktion müssen die Scherben innerhalb des Aufbereitungsprozesses strikt von Hohl- und Behälterglas getrennt gehalten werden, da dessen Färbung und weitere Zuschläge den Einsatz in den Floatwannen der Flachglasindustrie unmöglich machen. Umgekehrt lassen sich viele Arten von Flachglasscherben, auch grün gefärbtes Fahrzeugglas, in der Verpackungsindustrie problemlos einsetzen.
In der Flachglasproduktion liegt der durchschnittliche Scherbenanteil in den Schmelzwannen nach Herstellerangaben bei 20–40 %; dabei handelt es sich jedoch größtenteils um innerbetrieblich anfallende Produktionsabfälle und nicht um gebrauchtes Glas. Der technisch mögliche Rezyklatanteil von 60–75 % wird in der Praxis aufgrund mangelnder Verfügbarkeit von hochwertigem Granulat nicht erreicht.
In der Produktion von Behälterglas unterscheiden sich die Anteile der Altglasscherben am Rohstoffgemenge je nach Farbe. Nach Angaben des Bundesverbands Glasindustrie sind folgende Scherbeneinsatzquoten realistisch:
- Weißglas: 65 %
- Braunglas: 80 %
- Grünglas: 88 %

Einzelne Glashütten erreichen deutlich höhere Rezyklateinsatzquoten; bei Weißglas sind beispielsweise bis zu 70 % möglich, bei Grünglas über 95 %.

#### Downcycling
Der Einsatz hochwertiger Floatglasscherben zur Produktion von Textilfasern oder Behälterglas ist die erste Stufe der Abwärtsspirale im Glasrecycling. Weiteres Downcycling findet statt, wenn Weiß- oder Braunglasfraktionen zu Grünglas verarbeitet werden, z. B., weil sie zu stark durch Farbfehlwürfe kontaminiert sind.
Minderwertige Fraktionen aus dem Hohl- und Flachglasrecycling, die sich nicht zur Herstellung entsprechender neuer Produkte eignen, weil sie zu stark verunreinigt oder zu fein und damit nicht sortierfähig sind, können zu Dämmwolle, Schleifpapier, Glasbausteinen, Schaumglas oder Mikroglasperlen (z. B. für reflektierende Straßenmarkierungen oder als Strahlmittel) verarbeitet werden. Noch geringere Anforderungen werden bei der Weiterverarbeitung zu Blähglasgranulat gestellt, das als Leichtfüllstoff in Produkten der bauchemischen Industrie, zur Wärme- oder Schalldämmung eingesetzt wird. Am Ende der Verwertunghierarchie steht schließlich die Verwendung von Glasabfällen als Tonersatz in der Ziegelproduktion oder als Verfüllmaterial.

## Sammel- und Recyclingquoten
| Land                   | Markt- menge [t] | Sammel- rate [%] |
| ---------------------- | ---------------- | ---------------- |
| Österreich             | 330.154          | 78               |
| Belgien                | 283.740          | 123 ∗            |
| Bulgarien              | 94.012           | 85               |
| Kroatien               | 81.248           | 63               |
| Zypern                 | 17.855           | 54               |
| Tschechien             | 222.943          | 85               |
| Dänemark               | 207.000          | 90               |
| Estland                | 35.089           | 80               |
| Finnland               | 82.405           | 93               |
| Frankreich             | 2.906.000        | 82               |
| Deutschland            | 2.991.200        | 85               |
| Griechenland           | 151.000          | 22               |
| Ungarn                 | 150.463          | 38               |
| Irland                 | 180.010          | 84               |
| Italien                | 2.838.000        | 88               |
| Lettland               | 69.500           | 70               |
| Litauen                | 85.333           | 67               |
| Luxemburg              | 34.737           | 85               |
| Malta                  | 14.138           | 60               |
| Niederlande            | 509.000          | 86               |
| Polen                  | 1.359.173        | 73               |
| Portugal               | 434.531          | 51               |
| Rumänien               | 472.458          | 64               |
| Slowakei               | 98.103           | 82               |
| Slowenien              | 36.409           | 96               |
| Spanien                | 1.526.000        | 70               |
| Schweden               | 251.638          | 90               |
| Europa-27              | 15.462.139       | 80,2             |
| Norwegen               | 101.078          | 83               |
| Vereinigtes Königreich | 2.501.000        | 75               |
| Schweiz                | 316.331          | 97               |
| Europa                 | 18.380.548       | 79,7             |

### Weltweit
2018 wurden weltweit etwa 130 Millionen t Glas produziert, davon knapp die Hälfte (63 Mio. t) Hohl- bzw. Behälterglas. 42 % (54 Mio. t) entfielen auf die verschiedenen Flachglas-Produkte (Bau- und Fensterglas, Fahrzeugglas usw.), 5 % auf Tischwaren und 6 % auf alle übrigen Glasprodukte. Die weltweiten Recyclingmengen wurden mit etwa 27 Mio. t/a abgeschätzt, dies macht nur einen Anteil von 21 % an der produzierten Glasmenge aus. Während bei Behälterglas geschätzte 32 % des gefertigten Glases aus Altglas bestanden, wurde bei Flachglas eine Recyclingrate von nur 11 % erzielt.
Im Vergleich zu anderen Regionen erreicht Europa beim Glasrecycling mit rund 80 % mit Abstand die höchste Quote. In Afrika war die Recyclingrate 2023 mit 44 % nur etwa halb so hoch, in Nordamerika lag sie mit 31 % noch niedriger. Für viele Länder gibt es nur wenige verlässliche Zahlen. Für China geht man davon aus, dass die Recyclingrate für Behälterglas 2018 noch unter 20 % lag, da Altglas dort noch einen relativ geringen finanziellen Wert hat und die meisten Recyclinglinien noch nicht über moderne Sortiertechniken verfügten, um die Qualitätsanforderungen zu erfüllen. In Südafrika, wo inzwischen mehr als 4000 Glascontainer zur Glassammlung aufgestellt sind, wurden 2018 hingegen über 41 % recycelt.

### Europa
Gemäß EU-Verpackungsrichtlinie müssen seit 2008 Glasverpackungen zu mindestens 60 % stofflich verwertet werden. Spätestens bis Ende 2025 soll die Quote auf 70 % steigen, bis Ende 2030 auf 75 %. In der EU-27 wurden 2022 rund 12,4 Mio. t Glasverpackungen für das Recycling gesammelt. Die durchschnittliche Sammelrate bezogen auf die in Verkehr gebrachte Menge ist mit 80,2 % im Vergleich zum Vorjahr stabil geblieben. Die gesammelte Glasmenge hielt demnach mit dem deutlichen Anstieg der in Verkehr gebrachten Glasverpackungen (+4,5 %) Schritt.
Die länderspezifischen Raten fallen dabei sehr unterschiedlich aus: In Belgien, Slowenien, Finnland und der Schweiz wurden Werte von über 90 % erreicht, während die Sammelraten in Ungarn und Griechenland unter 50 % lagen. Da wegen der enthaltenen Verunreinigungen nicht die komplette gesammelte Menge aufbereitet werden kann, liegen die tatsächlichen Recyclingquoten niedriger. Laut einer Studie über die „Leistung des Verpackungsglasrecyclings in Europa“ wurden 2019 92 % der gesammelten Glasverpackungsabfälle recycelt und 91 % der recycelten Menge wieder zur Herstellung von Flaschen und Gläsern eingesetzt.

#### Deutschland
In Deutschland schreibt das Verpackungsgesetz den dualen Systemen für bei ihnen beteiligten Verpackungen aus Glas vor, dass diese ab dem 1. Januar 2022 zu 90 % der Vorbereitung zur Wiederverwendung oder dem Recycling zugeführt werden müssen. 2022 wurden deutschlandweit ca. 2,5 Mio. t Glas aus gebrauchten Verpackungen getrennt gesammelt und in Recyclinganlagen gegeben, das entspricht einem Anteil von 84,6 %. Die geforderte Verwertungsquote wurde damit weit verfehlt. Im Vergleich zum Vorjahr ist die Recyclingzuführungsquote bei Glas um 3,4 Prozentpunkte gesunken, obwohl das Verpackungsgesetz eine deutliche Steigerung erfordert. Jeder Bürger müsste pro Jahr 2,5 kg mehr Altglas sammeln, um die Vorgabe von 90 % zu erfüllen. Als eine zentrale Stellschraube, um die Sammelmengen und damit die Recyclingquoten zu steigern, nennt Gunda Rachut, Vorstand der ZSVR, die Zugänglichkeit der Sammelstellen. Basierend auf einer Studie des Instituts für Abfall, Abwasser und Infrastruktur empfiehlt der Beirat der ZVSR mindestens einen Glas-Sammelplatz pro 1.000 Einwohner und verbesserte Sauberkeit von Containern und Stellplätzen sowie lärmreduzierte Sammelbehälter, um die Akzeptanz zu steigern.
Pro Jahr werden in Deutschland rund 1,67 Mio. t Flachglas für den Einsatz in Gebäudeanwendungen produziert. Von den jährlich anfallenden 521.000 t Flachglasscherben stammen jedoch nur etwa zwei Drittel aus Gebäudeabrissen (Post-Consumer), der Rest sind Produktionsabfälle aus der Verarbeitung (Post-Industrial). Weniger als 20 % der Gesamtmenge gelangen vom Recycler wieder zurück zu den Flachglasherstellern. Ursache hierfür sind neben den hohen Qualitätsansprüchen in der Floatglasproduktion die seit Jahrzehnten geringen Floatglaspreise, so dass die Behälterglasindustrie höhere Preise für Scherben zahlen kann. Darum werden 45 % der Flachglasscherben für die Produktion von Behälterglas eingesetzt (Downcycling). Weitere 32 % werden zu Glaswolle und weiteren mineralischen Baustoffen weiterverwertet, 4 % enden immer noch auf Deponien.
Obwohl die Altfahrzeug-Verordnung vorschreibt, dass Front-, Heck- und Seitenscheiben sowie Glasdächer von Altfahrzeugen ausgebaut und dem Recycling zugeführt werden müssen, haben die Altfahrzeugverwerter 2022 nach Angaben des Statistischen Bundesamtes von den rund 10.400 t Fahrzeugglas aufgrund behördlicher Ausnahmen nur etwa 7 % – also 779 t – demontiert. Der überwiegende Anteil der Fahrzeugscheiben und Glasdächer gelangt mit den Altfahrzeugen in Schredderanlagen. Die dabei anfallenden nichtmetallischen mineralischen Rückstände, also auch die Glasanteile, werden – wenn überhaupt – in deutlich minderwertigeren Anwendungen, etwa als Bergversatz oder im Deponiebau, verwertet. Bei der Ersatzverglasung wurden 2020 einer groben Schätzung zufolge 90 % des anfallenden Verbundsicherheitsglases (16.000 t allein in Markenwerkstätten) einer Verwertung zugeführt.

#### Österreich
In Österreich wurden 2023 rund 256.000 t gebrauchte Glasverpackungen getrennt gesammelt, die Sammelmenge liegt damit auf dem Niveau der letzten Jahre. Austria Glas Recycling gibt die Erfassungsquote mit rund 85 % an. In Österreich hergestellte Glasverpackungen bestehen im Durchschnitt über alle Formen und Farben zu zwei Dritteln aus Altglas.

#### Schweiz
In der Schweiz schreibt Art. 8 der Verordnung über Getränkeverpackungen für Glas-, PET- und Aluminium-Getränkeverpackungen eine Verwertungsquote von mindestens 75 % vor. Für Glasflaschen wird eine vorgezogenen Entsorgungsgebühr erhoben, um die Sammlung, den Transport und die Aufbereitung von Altglas zu finanzieren. 2022 wurden rund 305.000 t Altglas aus Flaschen und damit 97 % der auf den Markt gebrachten Getränkeglasflaschen verwertet. Bei der verwerteten Menge sind Fremdstoffe (Keramik, Steingut, Porzellan, Metalle etc., in Summe ca. 7 %) und nicht gebührenbelastetes Verpackungsglas (Lebensmittelgläser, Arzneimittel- und Kosmetikverpackungen usw., ca. 10 %) berücksichtigt, d. h., diese Fraktionen sind in der Verwertungsquote nicht enthalten.

## Bewertung

### Vorteile von Glasrecycling

Recycling-Code für farbloses Glas

Recycling-Code für grünes Glas

Recycling-Code für braunes Glas

Glasrecycling entlastet die Umwelt in mehrfacher Hinsicht:
- Um 1 m³ Glas aus Primärrohstoffen herzustellen, müssen 7 m³ Gestein abgebaut werden. Die Verwendung einer Tonne Altglas spart durchschnittlich ca. 700 kg Quarzsand, ca. 190 kg Soda, ca. 150 kg Kalkstein, ca. 80 kg Dolomitstein und ca. 50 kg Feldspat, in Summe also rund 1,2 t Primärrohstoffe, ein.[39] Der Verzicht auf den Abbau schont nicht nur den Naturraum, sondern spart auch die dafür aufzuwendende Energie.

- Bei der Glasherstellung aus natürlichen Rohstoffen werden durch Zersetzung von Gesteinsbestandteilen große Mengen an CO2, Stickoxiden und Schwefeloxiden sowie Salzsäure und Flusssäure freigesetzt. Die genauen Mengen hängen in erster Linie von der Zusammensetzung des Rohstoffgemenges, aber auch von der Prozessführung und von der herzustellenden Glasart ab. Beim Einsatz von Altglasscherben entstehen diese Schadstoffe nicht, da die entsprechenden Reaktionen bereits abgelaufen sind. AGC Glass Europe schätzt, dass bei der Flachglasproduktion 25 % des beim Schmelzvorgang emittierten CO2 aus Zersetzungsprozessen stammen.[40]

- Die Glasproduktion aus Primärrohstoffen erfordert längere Verweilzeiten bei höheren Temperaturen, damit die notwendigen Reaktionen ablaufen können und eine homogene Schmelze entsteht. Der Zusatz von Altglasscherben senkt die Schmelztemperatur und beschleunigt den Prozess, so dass zum Beheizen des Ofens weniger Energie benötigt wird. Pro 10 % eingesetztem Altglas sinkt der Energiebedarf zum Aufschmelzen um 2 bis 3 %.[35] Ausgehend von einer Energiemenge von etwa 1.500 kWh, die zum Einschmelzen einer Tonne Glas benötigt werden,[39] entspricht das bei einem Scherbenanteil von 65 % einer Einsparung von rund 200–300 kWh/t. Die dadurch erzielbare Reduktion der CO2-Emissionen hängt von der Ofentechnik und von den zum Beheizen bzw. zur Stromerzeugung eingesetzten Energieträgern ab. (In Deutschland war 2021 Erdgas mit einem Anteil von 38,1 % Hauptenergieträger bei der Glasherstellung, in den Werken der Vetropack werden 83 % des Gesamtenergiebedarfs durch Erdgas gedeckt.)[41][42]

- Durch ihr geringeres spezifisches Volumen im Vergleich zu den Primärrohstoffen lassen Altglasscherben höhere Durchsätze pro Quadratmeter zu, so dass ihr Einsatz die spezifische Schmelzleistung einer bestehenden Wanne steigert. Das Institut für Glas- und Rohstofftechnologie in Göttingen ermittelte in einem Praxisbeispiel, dass bei einer Schmelzwanne mit 35 m² Fläche eine Erhöhung des Scherbenanteils von 10 % auf 60 % bei gleichbleibender Qualität des Glases den Durchsatz von 90 Tonnen pro Tag auf 130 Tonnen pro Tag erhöht.[10]

- Glasrecycling reduziert den Flächenbedarf für Deponien sowie die zur Bereitstellung und Bewirtschaftung anfallenden Kosten. Eine Tonne recyceltes Glas spart etwa 1,5 m³ Deponievolumen.[43] Insbesondere in Ländern mit niedrigen Recyclingquoten ist dies ein gewichtiger Faktor. (In den USA werden beispielsweise noch etwa 60 % der generierten Behälteraltglasmengen deponiert.)[10]

### Ökobilanzielle Betrachtungen
| Glasart                       | Flachglas                            | Behälterglas                          |
| ----------------------------- | ------------------------------------ | ------------------------------------- |
| Ofentyp                       | Floatwanne, regenerativ querbefeuert | regenerativ endbefeuerte Schmelzwanne |
| Durchsatz [t/d]               | 600                                  | 260                                   |
| Scherbenanteil [%]            | 25                                   | 83                                    |
| Gesamtenergieverbrauch [GJ/t] | 6,48                                 | 3,62                                  |

Glasrecycling bietet zwar gegenüber der Glasherstellung aus Primärrohstoffen eine Reihe von Vorteilen, ist aber dennoch ein sehr energieauwendiger Prozess. Je nach Glasart, eingesetzten Rohstoffen und der technischen Auslegung variiert der spezifische Energiebedarf allein zum Aufschmelzen zwischen 3,3 und über 40 GJ pro Tonne Glas. Hinzu kommt die Energie, die zum Vorheizen, für den Formgebungsprozess, zum Glühen, zur Beheizung der Fabrik usw. benötigt wird. Nebenstehende Tabelle zeigt exemplarisch den Gesamtenergieverbrauch  bei der Herstellung der gängigsten Industriegläser.
In Relation dazu ist der Energieaufwand zur Aufbereitung und Sortierung des Altglases gering; das Umweltbundesamt veranschlagt für Anlagen mit mehrfacher Siebung und sensorbasierter Sortierung einen Energiebedarf von rund 10.000 MWh/a bei einer Durchsatzleistung von 20 t/h. Ausgehend von 8000 Betriebsstunden im Jahr bedeutet dies einen Energiebedarf von 62,5 kWh (0,25 GJ) pro Tonne aufbereitetes Glas.
Wegen des hohen Energieverbrauchs beim Glasrecycling, das zwangsläufig auch den Schmelzprozess beinhaltet, und ihres hohen Verpackungsgewichts schneiden Einweg-Glasverpackungen in Ökobilanzen im Vergleich zu anderen Verpackungsvarianten in der Regel deutlich schlechter ab. Bei der ökobilanziellen Einordnung von Mehrweg-Glasflaschen ist entscheidend, wie oft sie wiederbefüllt werden und wie lang die Transportwege sind. Beides hängt wiederum vom Füllgut ab: Während Mineralwasser- und Bierflaschen bis zu 50-mal befüllt werden können, schaffen die Saftflaschen des VdF-Pools nur 22 bis 25 Umläufe, Milchflaschen sogar nur zehn.
|                                    | g(CO2eq)/l                   | g(CO2eq)/l                |
| Verpackung                         | 1-Liter-Mineralwasserflasche | 0,5-Liter-Limonadegebinde |
| ---------------------------------- | ---------------------------- | ------------------------- |
| PET-Mehrwegflasche, 100 % Rezyklat | 69                           | 59                        |
| PET-Mehrwegflasche, 0 % Rezyklat   | 72                           | 61                        |
| PET-Einwegflasche, 100 % Rezyklat  | 86                           | 62                        |
| Glas-Mehrwegflasche                | 100                          | 69                        |
| PET-Einwegflasche, 0 % Rezyklat    | 107                          | 80                        |
| Aluminiumdose                      | -                            | 105                       |
| Glas-Einwegflasche                 | 324                          | 274                       |

In einer 2011 von der Deutschen Umwelthilfe beauftragten Studie wurden die Zusammenhänge zwischen den Verpackungssystemen (Mehrweg, Einwegpfand, haushaltsnahe kollektive Sammlung) und einer Auswahl ökologischer, ökonomischer und sozialer Wirkungskategorien wie z. B. Ressourcenverbrauch, Systemkosten oder Littering analysiert. Sie kam zu dem Schluss, dass beim regionalen Vertrieb mit Transportdistanzen bis 300 km (einfache Strecke) Mehrwegsysteme aus Nachhaltigkeitssicht vorteilhaft sind, während im hauptsächlich zentralisierten Vertrieb mit Transportdistanzen über 600 km wahrscheinlich Pfandsysteme für Einweggetränkeverpackungen vorzuziehen sind. Im überregionalen Vertrieb (Transportdistanzen zwischen 300 und 600 km) fallen die Ergebnisse je nach Getränkesegment, regionalen Gegebenheiten und betrachteter Wirkungskategorie unterschiedlich aus. Vor allem die Verwendung standardisierter Pool-Flaschen wie der Normbrunnen- oder der Euro-Flasche kann sowohl aus ökologischer als auch aus ökonomischer Sicht entscheidend zur Effizienz von Mehrwegsystemen beitragen.
Im Rahmen einer neueren Studie im Auftrag eines großen Kunststoffflaschen-Herstellers wurde eine Auswahl typischer Einweg- und Mehrweg-Getränkeverpackungen u. a. hinsichtlich ihrer Auswirkungen auf den Klimawandel miteinander verglichen. Dabei wurde der gesamte Lebenszyklus der Verpackung inklusive Verschluss und Etikett von der Herstellung bis zur Entsorgung betrachtet. Nebenstehende Tabelle zeigt den jeweiligen CO2-Fußabdruck anhand der ermittelten CO2-Äquivalente beispielhaft für 1-Liter-Mineralwasserflaschen und für 0,5-Liter-Limonadeverpackungen, jeweils normiert auf einen Liter Getränk. Die Transportdistanzen wurden teils anhand von Literaturdaten abgeschätzt und basieren teils auf Ist-Daten zur Auslieferung in Österreich; auch der für die Produktion der Gebinde veranschlagte Strommix stützt sich auf österreichische Datensätze. Die Ergebnisse lassen sich daher nicht auf andere Länder mit anderen Gegebenheiten übertragen.

## Nationales

### Deutschland
In Deutschland sind die dualen Systeme für die Getrenntsammlung, die Aufbereitung und die Verwertung von Verkaufsverpackungen zuständig, entsprechend stammt die Hauptmenge des zur Verwertung gesammelten Behälterglases (rund 80 %) aus der Sammlung über Altglascontainer. Etwa 10 % kommen aus den sonstigen Rückführungswegen (Branchenlösungen und bepfandete Einweggetränkeflaschen). Weitere 10 bis 12 % stammen aus dem Gewerbe, größtenteils aus von den Abfüllbetrieben aussortierten Mehrwegflaschen.
2019 gab es in Deutschland über 20 Altglasaufbereitungsanlagen, die primär Behälterglasscherben verwerten. Einfache Flachgläser, z. B. aus dem Rückbau von Gebäuden, die nicht den vorgegebenen Anforderungen an den Reinheitsgrad zur direkten Weiterverwertung entsprechen, können dort mitaufbereitet werden. Für Verbundgläser oder armierte Flachgläser existieren weitere, spezialisierte Flachglasaufbereitungsbetriebe.

### Österreich
In Österreich ist die Austria Glas Recycling GmbH für das Abwickeln des Verpackungsglasrecyclings zuständig. Sie organisiert die Sammlung von Glasverpackungen aus privaten Haushalten und Betrieben in Zusammenarbeit mit den Gemeinden sowie privaten und kommunalen Entsorgungsunternehmen. Rund 90 % des in Österreich gesammelten Altglases werden im Inland in den Glaswerken der Vetropack Austria in Pöchlarn/NÖ und Kremsmünster/OÖ sowie im Glaswerk der Stoelzle Oberglas in Köflach/STMK recycelt, der Rest in grenznahen Werken in Nachbarländern. In Tirol ist für die Sammlung von Altglas für Recyclingzwecke der Verkehrstechnikkonzern SWARCO verantwortlich, der in Österreich jährlich 18.000 t Flachglasbruch zu Mikroglasperlen verarbeitet.
Austria Glas Recycling beziffert die jährlichen Einsparungen durch Glasrecycling auf rund 665.000 m³ Abbauvolumen (190.000 t Quarzsand, 61.000 t Kalk und Dolomit, 48.000 t Soda), 260.000.000 kWh elektrische Energie (dem Jahresbedarf von rund 58.000 Haushalten entsprechend) und 7.000.000 m³ Erdgas.

### Schweiz
In der Schweiz erhebt VetroSwiss die vom Bund vorgeschriebene vorgezogene Entsorgungsgebühr für Getränkeverpackungen aus Glas und vergütet damit Sammler (oft Gemeinden oder Zweckverbände), Spediteure und Aufbereitungszentren. Mit einem Beitrag von 45 % zur Gesamtsammelmenge und einer durchschnittlichen Altglaseinsatzrate von 56 % (Stand 2023) bei einer Gesamtproduktionskapazität von rund 1,5 Mio. t/a (Stand 2022) ist Vetropack der größte Glasrecycler der Schweiz. Seit Schließung des Werkes in Saint-Prex im Sommer 2024 stehen jedoch im Inland keine Aufbereitungskapazitäten für Altglasscherben mehr zur Verfügung.

## Trivia

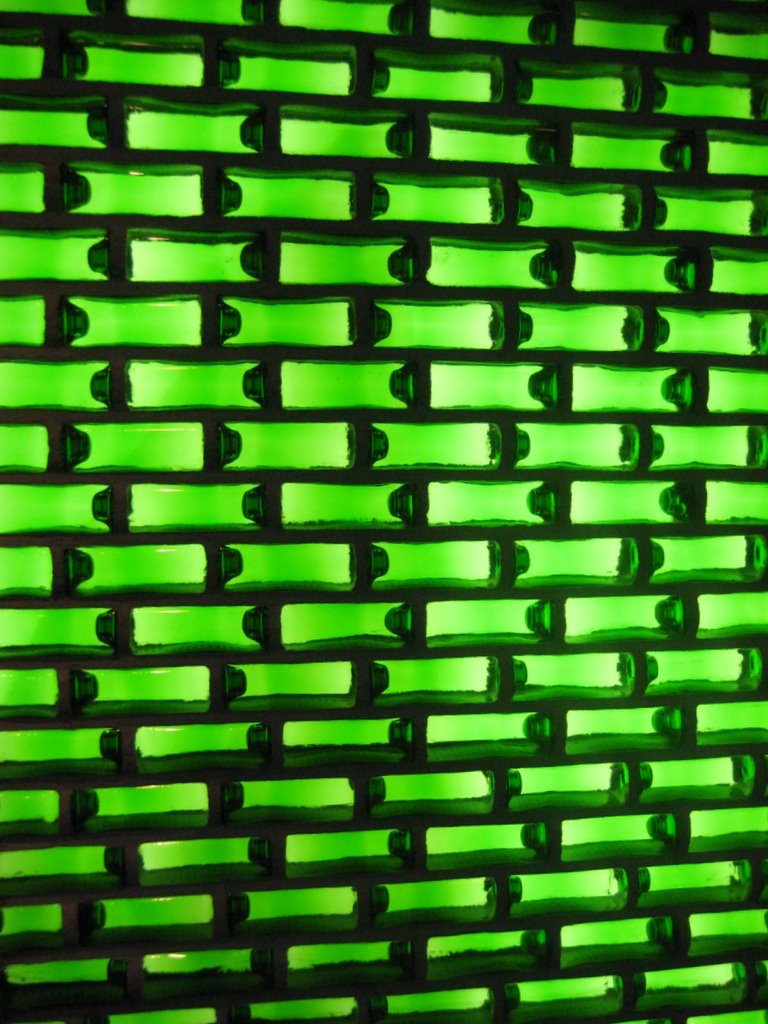
WOBO-Mauer, Amsterdam

Der niederländische Unternehmer und Bierbrauer Alfred Heineken entwickelte in den 1960er-Jahren die „WOBO“ („world bottle“, deutsch: „Weltflasche“), eine Bierflasche mit annähernd rechteckigem Querschnitt und genoppten Seitenwänden, die nach Gebrauch als Ziegelersatz beim Hausbau dienen sollte. Die Idee kam ihm, als er 1960 die Karibikinsel Curaçao besuchte und den Strand übersät mit leeren Bierflaschen fand, da das Zurücksenden zu den Brauereien für die Inselbewohner zu teuer gekommen wäre. Heineken wollte damit die Bierflaschen recyceln und zugleich ein günstiges Baumaterial für die verarmten Unterschichten der Insel schaffen. Die Idee kam über das Konzeptstadium und die Herstellung einiger Musterflaschen nicht hinaus.